# José Pedroni
José Bartolomé Pedroni Fantino (Gálvez, 21 de septiembre de 1899-Mar del Plata, 4 de febrero de 1968) fue un poeta argentino.

## Biografía
José Pedroni nació en la ciudad de Gálvez, Santa Fe, en Argentina, hijo de Gaspar Pedroni y de Felisa Fantino. Sin embargo, su lugar de residencia durante la mayor parte de su vida fue en la ciudad de Esperanza, en la misma provincia de Santa Fe, su ciudad adoptiva y en la cual escribe la mayor parte de su obra poética.
Contrajo matrimonio con Elena Chautemps el 27 de marzo de 1920. Tuvieron cuatro hijos. Su última hija y única hija mujer, Ana María Pedroni, también fue escritora y residió en Guatemala hasta su muerte.
Su muerte, ocurrida por una descompensación cardíaca, lo sorprende en la ciudad de Mar del Plata, provincia de Buenos Aires, Argentina en 1968.

## Autobiografía
"Voy a decir quién soy: octavo en el orden de once nacimientos, vine al mundo en Gálvez, (Santa Fe) el 21 de septiembre de 1899. Allí hice mis primeras letras; allí permanecí hasta los trece años. En ese tiempo, el mejor de mi vida, se produce mi cuento donde hay algunos nombres - Juan, Ramón, Félix, Julián y Ercilia, mi dulce hermana - ; las ruinas de un iglesia que nunca llegó a techarse, una laguna llena de sanguijuelas chupadoras, un campo con pechirrojos, un tren que pasa y una mariposa que deposita en mi corazón el huevecillo que se resolvería después en verso un poco triste.
Mi padre, constructor de cuchara en mano, a quien yo servía como peoncito en mis horas libres, solía encontrarme detrás de un montón de ladrillos tocando la serenata de mi soledad en un violín de dos palitos secos .... Otras veces su silbido me sorprendía escribiendo en la arena palabras inventadas, arte este de bajo precio al que finalmente me aficioné. Mi madre se llamaba Felisa, y era callada, propensa al llanto y muy hermosa.
Mi padre, Don Gaspar, era menudo, nervioso, dominante y gran trabajador. Firmaba Pedroni Gaspare. A su nombre llegaba a nuestra casa un diario italiano que yo leía para él por las noches. Me decía que sabía hacerlo muy bien; pero no era cierto. Casi siempre mi padre se dormía sobre la mesa grande, tan cansado estaba. Mi madre lo sacudía, y él buscaba el lecho con paso vacilante. Yo aprovechaba para irme a dormir y hacia la noche me despertaba para llorar. Me curaron con una tijera abierta, puesta por Ercilia debajo de mi cama. Contábame ella después que aquella noche temblaba como una hoja.
Un día me llevaron a Rosario para que estudiara. A los dieciocho años regresé al campo. Anduve por algunas colonias agrícolas. Con los cosecheros aprendí a cantar. A los veinte años aparece la mujer, una sola en mi vida. Conscripto y casado, llegamos con un hijo a Esperanza . Fui durante treinta y cinco años contador de una fábrica de arados. Jubilado, aquí estoy con sesenta y tantos años, cuatro hijos y nueve nietos. Eso es todo, y demostrativo de lo común de mi vida que no me separa de los demás. Con las palabras de Hugo respondo a la desilusión que pueda producir en algunos: “Insensato lector, ¿crees que yo no soy tú? ”
He publicado doce libros de versos, donde el hombre en quien creo y a quien amo, participa de mi emoción y domina sobre el paisaje. El recuerdo del hombre dirá cuál es el mejor de mis poemas."
José Pedroni

## Esperanza, colonia de inmigrantes
Esperanza, la ciudad por él elegida, es una colonia de inmigrantes, fundada  el 8 de septiembre de 1856. Sobre esa gesta colonizadora y sus protagonistas, el poeta se expresa en su libro Monsieur Jaquín, editado en 1956 al celebrarse el Centenario de la fundación de la ciudad de Esperanza.

## Obra poética
Sus primeros poemas los publica en 1920 y entre su fecunda obra poética corresponde destacar La gota de agua (1923), Gracia plena (1925), Poemas y palabras (1935), Diez Mujeres (1937), El pan nuestro (1941), Nueve cantos (1944), Monsieur Jaquín (1956), Cantos del hombre y Canto a Cuba (1960), La hoja voladora (1961) y El nivel y su lágrima (1963).

## Centenario de su nacimiento
Siempre ha sido considerado como la figura literaria máxima de la ciudad santafesina de Esperanza, cuya comunidad lo ha homenajeado y recordado en múltiples ocasiones. En 1999, en oportunidad de cumplirse el Centenario de su nacimiento, el 21 de septiembre, una Comisión de Homenaje realiza diferentes actividades para recordar al poeta. Cabe destacar una publicación especial del periódico El Colono del Oeste de Esperanza, elaborada por la Profesora Nelly Morandi de Müller que relata su vida a través de su propia obra poética, enriqueciendo el relato con múltiples imágenes fotográficas que reflejan diferentes etapas de la vida de José Pedroni, provenientes de su colección privada y que fueron aportadas por la familia del poeta.

## Premios y distinciones
Gran Premio de Honor de la SADE 1967